# هاني عبد الهادي
هاني عبد الهادي رباع بارالمبي مصري، يتنافس في وزن 88 كجم. شارك في أربع دورات من الألعاب البارالمبية الصيفية. وفاز بالميدالية الذهبية في وزن أقل من 90 كجم في الألعاب البارالمبية الصيفية 2012 بلندن، والميدالية البرونزية في وزن 88 كجم في الألعاب البارالمبية الصيفية 2020 بطوكيو.

## الإصابات
تعرض هاني لإصابة في الكتف في دورة الألعاب البارالمبية الصيفية 2016 في ريو دي جانيرو. نتيجة لذلك احتاج لعملية جراحية ابعدته عن الرياضة حتى عام 2018.

## التاريخ الشخصي
تلقى هاني تعليمه في قسم إدارة الأعمال من جامعة عين شمس. أصيب بشلل الأطفال في سن مبكرة.